# Bartłomiej Giżycki (1682–1768)
Bartłomiej Giżycki  herbu Gozdawa (1682–1768) – łowczy czerski (1739), podstoli i podczaszy, kasztelan wyszogrodzki (1746).

## Życiorys
Był elektorem Stanisława Augusta Poniatowskiego z ziemi czerskiej w 1764 roku.
Zginął w 1768 w Kniażypolu pod Kamieńcem zamordowany przez zbuntowanych przeciwko szlachcie chłopów ukraińskich w czasie koliszczyzny.
Ojciec Kajetana, Tadeusza i Karoliny.